# Tahitimonark
Tahitimonark (Pomarea nigra) är en akut utrotningshotad fågel i familjen monarker inom ordningen tättingar.

## Utseende och läten
Tahitimonarken är en 15 cm lång helt svart medlem av familjen med ljusblå näbb. Ungfåglar är rost- eller kanelbruna, på undersidan ljusare. Lätet beskrivs som ett vasst "tick-tick-tick" medan sången är en komplex, flöjtliknande melodi.

## Utbredning och status
Tahitimonarken förekommer endast i höglänta områden på Tahiti i Sällskapsöarna. IUCN kategoriserar arten som akut hotad.